# Sail GP
Il Sail GP (abbreviazione di Sail Grand Prix) è una competizione velica internazionale a cadenza annuale. Le squadre, in rappresentanza di differenti paesi, competono in una serie di gran premi con tappe in giro per il mondo, sulla falsariga della Formula 1 e del MotoGP. Le imbarcazioni utilizzate sono i catamarani foiling F50.

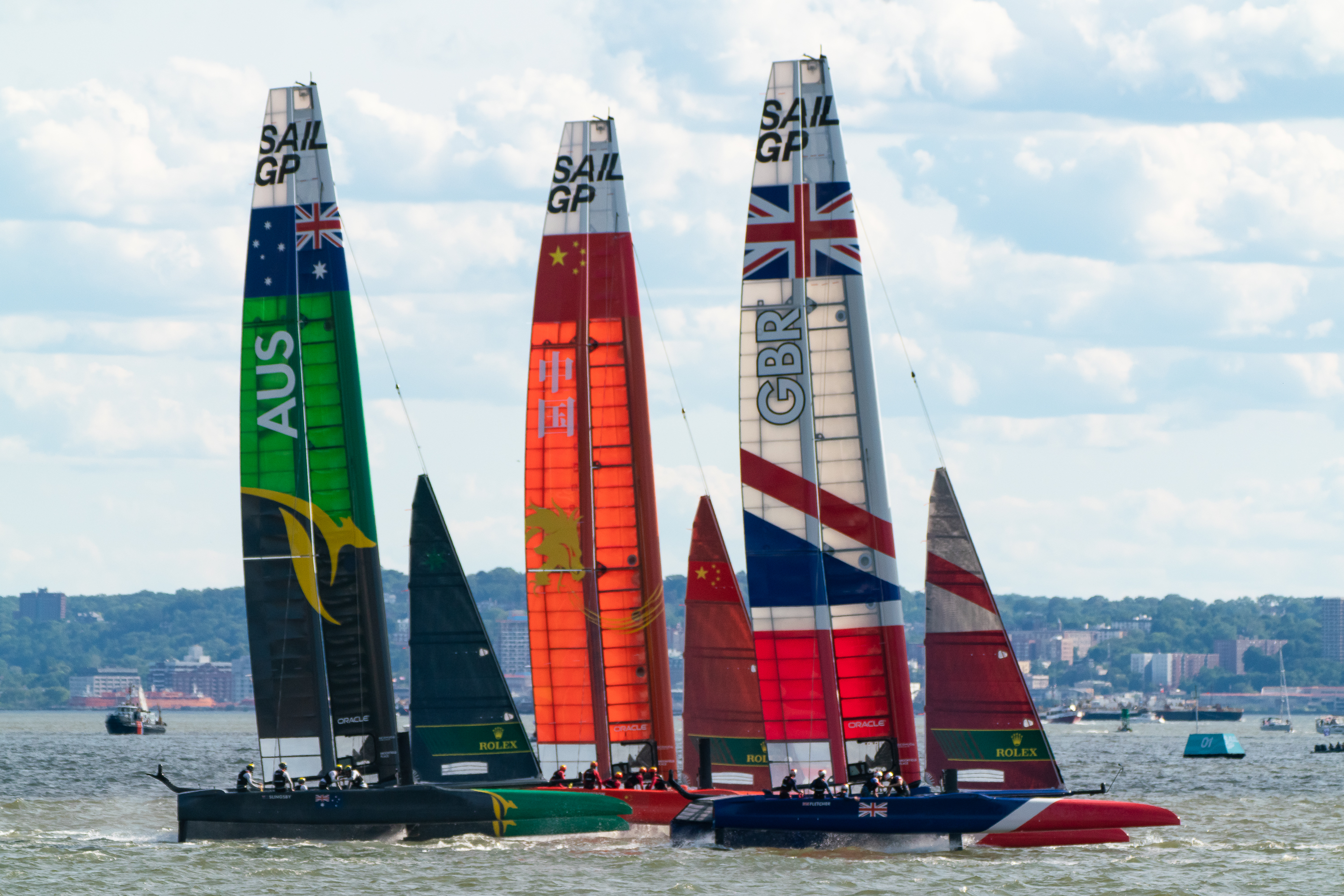
Gli F50 di Team Australia, Cina e GBR durante il Sail GP 2019.

## Storia
L'idea di un Gran Prix della vela nacque in seguito agli eventi dell'America's Cup 2017. Team New Zealand, vincitore della coppa, decise che l'edizione successiva non si sarebbe più disputata su catamarani bensì su monoscafi, mandando di fatto "in pensione" gli AC50. Russell Coutts, vincitore di 5 Coppe America e Larry Ellison, CEO di Oracle decisero di creare una competizione annuale che si sarebbe disputata con la stessa classe di catamarani della 35ª America's Cup, seppur con qualche modifica.

## Edizioni

### Sail GP 2019
La prima edizione del campionato si è svolta nel 2019 con sei squadre provenienti da Australia, Cina, Francia, Gran Bretagna, Giappone e Stati Uniti. La formula prevedeva un circuito di cinque gare a Sydney, San Francisco, New York, Cowes e Marsiglia. Il team australiano, con Tom Slingsby al timone, ha vinto la competizione in un match race finale contro il team giapponese capitanato da Nathan Outteridge.

#### Classifica[5]
|   | Team         | Timoniere         | Punti |
| - | ------------ | ----------------- | ----- |
| 1 | Australia    | Tom Slingsby      | 229   |
| 2 | Giappone     | Nathan Outteridge | 223   |
| 3 | Cina         | Phil Robertson    | 171   |
| 4 | Emirates GBR | Dylan Fletcher    | 169   |
| 5 | Francia      | Billy Besson      | 164   |
| 6 | Stati Uniti  | Rome Kirby        | 163   |

### Sail GP 2021-2022
La seconda edizione del Sail GP si sarebbe dovuta disputare nel 2020 ma, a causa della pandemia di COVID-19, è stata rinviata all'anno successivo. Danimarca, Spagna e Nuova Zelanda sono state le new entry tra i team, la squadra cinese ha abbandonato, invece, la competizione; tra i nuovi timonieri è doveroso menzionare James Spithill, Ben Ainslie e Peter Burling, impegnati anche in Prada Cup e America's Cup 2021. La seconda tappa del campionato si è tenuta a Taranto. A confermarsi vincitore è ancora una volta il team Australia di Tom Slingsby.

#### Classifica[7]
|   | Team          | Timoniere          | Punti |
| - | ------------- | ------------------ | ----- |
| 1 | Australia     | Tom Slingsby       | 65    |
| 2 | Giappone      | Nathan Outteridge  | 60    |
| 3 | Stati Uniti   | James Spithill     | 58    |
| 4 | Emirates GBR  | Ben Ainslie        | 50    |
| 5 | Nuova Zelanda | Peter Burling      | 47    |
| 6 | Danimarca     | Nicolai Sehested   | 45    |
| 7 | Spagna        | Jordi Xammar       | 42    |
| 8 | Francia       | Quentin Delapierre | 39    |

### Sail GP 2022-2023
L'edizione 2022-2023 vede l'entrata dei team Svizzera e Canada nella competizione e l'abbandono, dopo due argenti nelle precedenti stagioni, del Giappone. L'Australia di Tom Slingsby conquista il titolo per la terza stagione di fila, battendo Nuova Zelanda e Gran Bretagna alle finali di San Francisco.

#### Classifica[9]
|   | Team          | Timoniere           | Punti |
| - | ------------- | ------------------- | ----- |
| 1 | Australia     | Tom Slingsby        | 94    |
| 2 | Nuova Zelanda | Peter Burling       | 82    |
| 3 | Emirates GBR  | Ben Ainslie         | 77    |
| 4 | Francia       | Quentin Delapierre  | 75    |
| 5 | Canada        | Phil Robertson      | 67    |
| 6 | Danimarca     | Nicolai Sehested    | 67    |
| 7 | Stati Uniti   | James Spithill      | 56    |
| 8 | Svizzera      | Sebastien Schneiter | 33    |
| 9 | Spagna        | Diego Botin         | 31    |

### Sail GP 2023-2024
La quarta stagione del Sail GP viene vinta dal Team Spagna, arrivato ultimo solamente un anno prima. Il Team Germania è la sola nuova squadra; vi sono, tuttavia, importanti cambi al timone con l'abbandono di James Spithill, sostituito da Taylor Canfield per Team USA e Ben Ainslie, sostituito da Giles Scott per Emirates GBR.

#### Classifica[10]
|    | Team             | Timoniere           | Punti |
| -- | ---------------- | ------------------- | ----- |
| 1  | Spagna           | Diego Botin         |       |
| 2  | Australia        | Tom Slingsby        |       |
| 3  | Nuova Zelanda    | Peter Burling       |       |
| 4  | Rockwool Denmark | Nicolai Sehested    |       |
| 5  | Emirates GBR     | Giles Scott         |       |
| 6  | Canada           | Phil Robertson      |       |
| 7  | Francia          | Quentin Delapierre  |       |
| 8  | Stati Uniti      | Taylor Canfield     |       |
| 9  | Germania         | Erik Heil           |       |
| 10 | Svizzera         | Sebastien Schneiter |       |

## Imbarcazioni
Gli F50 (abbreviazione di Foiling 50, dove 50 è la lunghezza in piedi) sono catamarani ad ala rigida derivati direttamente dagli AC50 con cui condividono gran parte della scheda tecnica. Differenza sostanziale è il fatto che la classe di Sail GP è one design ossia soggetta a una regola di classe molto stringente (i singoli team non possono apportare modifiche alle imbarcazioni, se non a livello minimo) mentre la vecchia classe di Coppa America presenta una class rule molto più lasca.
Sono tra le più veloci imbarcazioni da regata della storia; il record di velocità con questi catamarani è di 53.96 nodi (99.94 km/h), stabilito dal Team Francia durante il Sail GP 2022.

### Specifiche
Le vele dell'F50 sono la randa (ala rigida) e il fiocco. Con ala rigida si intende una vela costruita in materiale "duro", a differenza delle vele tradizionali (soft wing); la randa degli F50 è costituita prevalentemente da carbonio e titanio. Una parte rimovibile dell'ala può essere adoperata per allungare l'albero in caso di condizioni di vento debole. Nelle regate di Sail GP, tuttavia, l'altezza dell'albero, il fiocco e gli altri equipaggiamenti sono decisi a livello centralizzato e standardizzato per tutti i team in base alle condizioni meteomarine.
Esclusa la randa, azionata da due grinder, tutte le altre regolazioni (come l'altezza di filo sui foil o la regolazione del fiocco) sono azionate idraulicamente da motori elettrici e batterie a litio.

### Equipaggio
L'equipaggio di un F50 consta di 6 persone:
- timoniere;
- wing trimmer: addetto alla regolazione delle vele;
- flight controller: addetto alla regolazione del volo sui foil;
- 2 grinder;
- tattico.

## Albo d'oro
| Edizione | Vincitori              | Secondo posto               | Terzo posto                 |
| 2019     | Australia Tom Slingsby | Giappone Nathan Outteridge  | Cina Phil Robertson         |
| 2021–22  | Australia Tom Slingsby | Giappone Nathan Outteridge  | Stati Uniti James Spithill  |
| 2022–23  | Australia Tom Slingsby | Nuova Zelanda Peter Burling | Gran Bretagna Ben Ainslie   |
| 2023–24  | Spagna Diego Botín     | Australia Tom Slingsby      | Nuova Zelanda Peter Burling |